# Flagi powiatów w województwie łódzkim
Flagi powiatów w województwie łódzkim – lista symboli powiatowych w postaci flagi, obowiązujących w województwie łódzkim.

Flaga województwa łódzkiego

Zgodnie z definicją, flaga to płat tkaniny określonego kształtu, barwy i znaczenia, przymocowywany do drzewca lub masztu. Może on również zawierać herb lub godło danej jednostki administracyjnej. W Polsce jednostki terytorialne (rady gmin, miast i powiatów) mogą ustanawiać flagi zgodnie z „Ustawą z dnia 21 grudnia 1978 o odznakach i mundurach”. W pierwotnej wersji pozwalała ona jednostkom terytorialnym jedynie na ustanawianie herbów. Dopiero „Ustawa z dnia 29 grudnia 1998 o zmianie niektórych ustaw w związku z wdrożeniem reformy ustrojowej państwa” oficjalnie potwierdziła prawo województw, powiatów i gmin do ustanawiania tego symbolu jednostki terytorialnej. Z tej zmiany skorzystały powiaty, przywrócone w 1999.
W 2025 w województwie łódzkim swoją flagę miało 20 z 21 powiatów (jedynym nieposiadającym flagi był powiat skierniewicki) oraz wszystkie 3 miasta na prawach powiatu. Symbol ten, w 2002, ustanowiło samo województwo.

## Lista obowiązujących flag powiatowych

### Miasta na prawach powiatu
| Powiat                      | Wzór | Opis |
| --------------------------- | ---- | --- |
| Miasto Łódź                 |      | Flaga miasta została ustanowiona w 1986, choć używana była już wcześniej. Jest to prostokątny płat tkaniny o proporcjach 5:8, podzielony na dwa poziome pasy równej szerokości: złoty i czerwony. W jego centralnej części umieszczono herb miasta. |
| Miasto Piotrków Trybunalski |      | Flaga miasta została ustanowiona 22 maja 1996. Jest to prostokątny płat tkaniny o proporcjach 5:7, podzielony na trzy pionowe pasy: czerwony, błękitny i biały w stosunku 1:1:4. W prawym górnym rogu umieszczono herb miasta.                      |
| Miasto Skierniewice         |      | Flaga miasta to prostokątny płat tkaniny, podzielony na trzy równe poziome pasy: dwa niebieskie i żółty. W jego centralnej części umieszczono herb miasta.                                                                                          |

### Powiaty
| Powiat                 | Wzór | Opis |
| ---------------------- | ---- | --- |
| Powiat bełchatowski    |      | Flaga powiatu została ustanowiona uchwałą nr 268/XXXVIII/2002 z 24 kwietnia 2002. Jest to prostokątny płat tkaniny o proporcjach 5:8, podzielony na trzy poziome pasy: czerwony, srebrny i błękitny w stosunku 1:5:1. Z jego lewej strony może znajdować się herb powiatu. |
| Powiat brzeziński      |      | Flaga powiatu, autorstwa Marka Adamczewskiego, została ustanowiona uchwałą nr XVIII/121/04 z 31 maja 2004. Jest to prostokątny płat tkaniny o proporcjach 5:8, podzielony na trzy poziome pasy: dwa białe i czerwony w stosunku 1:2:1. Z jego lewej strony może znajdować się godło z herbu powiatu.                                                                                              |
| Powiat kutnowski       |      | Flaga powiatu została ustanowiona 10 grudnia 1999. Jest to prostokątny płat tkaniny o proporcjach 5:8 koloru zielonego, w którego centralnej części umieszczono godło z herbu powiatu. |
| Powiat łaski           |      | Pierwsza wersja flagi powiatu została ustanowiona uchwałą nr XLII/283/2002 z 30 sierpnia 2002, obecna została ustanowiona uchwałą nr XXXVII/317/13 z 28 listopada 2013. Jest to prostokątny płat tkaniny o proporcjach 5:8, podzielony na trzy pionowe pasy: dwa żółte i czerwony w stosunku 1:3:1. W jego centralnej części umieszczono godło z herbu powiatu.                                   |
| Powiat łęczycki        |      | Flaga powiatu została ustanowiona uchwałą nr X/77/2003 z 29 października 2003. Jest to prostokątny płat tkaniny o proporcjach 5:8, podzielony na dwa równe pionowe pasy: biały i czerwony. W jego centralnej części umieszczono godło z herbu powiatu. Jest to nawiązanie do chorągwi ziemi łęczyckiej z XVI wieku.                                                                               |
| Powiat łowicki         |      | Flaga powiatu, autorstwa Michała Marciniaka-Kożuchowskiego, została ustanowiona uchwałą nr XLV/274/2002 z 9 października 2002. Jest to prostokątny płat tkaniny o proporcjach 5:8, podzielony na dwa pionowe pasy w stosunku 1:2: czerwony, który może zawierać godło z herbu powiatu oraz żółty, przedzielony sześcioma równymi pasami: zielonym, białym, dwoma czerwonymi, białym i błękitnym.  |
| Powiat łódzki wschodni |      | Flaga powiatu została ustanowiona uchwałą nr 228/XXXIII/2002 z 28 stycznia 2002. Jest to prostokątny płat tkaniny o proporcjach 5:8, podzielony na trzy równe pionowe pasy: dwa żółte i czerwony. W jego centralnej części umieszczono godło z herbu powiatu. |
| Powiat opoczyński      |      | Flaga powiatu została ustanowiona uchwałą nr X/92/07 z 26 listopada 2007. Jest to prostokątny płat tkaniny o proporcjach 5:8, podzielony na trzy poziome pasy: czerwony, żółty i niebieski w stosunku 1:3:1. W jego centralnej części umieszczono godło z herbu powiatu. |
| Powiat pabianicki      |      | Pierwsza wersja flagi powiatu została ustanowiona uchwałą nr XLIV/264/01 z 28 sierpnia 2001, obecna została ustanowiona uchwałą nr XXXVIII/283/09 19 marca 2009. Jest to prostokątny płat tkaniny o proporcjach 5:8 koloru czerwonego, w którego centralnej części znajduje się złoty romb z herbem powiatu.                                                                                      |
| Powiat pajęczański     |      | Flaga powiatu została ustanowiona uchwałą nr 169/XVIII/01 z 29 czerwca 2001. Jest to prostokątny płat tkaniny o proporcjach 5:8, podzielony na trzy poziome pasy: złoty, niebieski i czerwony w stosunku 4:1:1. W lewym górnym polu może znajdować się herb powiatu. |
| Powiat piotrkowski     |      | Flaga powiatu została ustanowiona uchwałą nr VIII/55/99 z 30 czerwca 1999. Jest to prostokątny płat tkaniny o proporcjach 5:8, podzielony na trzy równe poziome pasy: zielony, biały i czerwony. |
| Powiat poddębicki      |      | Flaga powiatu to prostokątny płat tkaniny o proporcjach 5:8, podzielony na trzy poziome pasy: czerwony, żółty i niebieski w stosunku 1:3:1. W jego centralnej części umieszczono godło z herbu powiatu. |
| Powiat radomszczański  |      | Pierwsza wersja flagi powiatu została ustanowiona uchwałą nr XXI/130/2000 z 5 września 2000, obecna, autorstwa Kamila Wójcikowskiego i Roberta Fidury, została ustanowiona uchwałą nr LXXVII/522/2024 z 24 kwietnia 2024. Jest to prostokątny płat tkaniny o proporcjach 5:8, podzielony na dwa równe pionowe pasy: żółty i czerwony. W jego centralnej części umieszczono godło z herbu powiatu. |
| Powiat rawski          |      | Flaga powiatu została ustanowiona uchwałą nr XXVIII/157/2001 z 19 czerwca 2001. Jest to prostokątny płat tkaniny o proporcjach 5:8, podzielony na pięć poziomych pasów: biały, złoty, czarny, złoty i czerwony w stosunku 16:1:6:1:16. |
| Powiat sieradzki       |      | Flaga powiatu, autorstwa Michała Marciniaka-Kożuchowskiego, została ustanowiona w 2001. Jest to prostokątny płat tkaniny o proporcjach 5:8, podzielony na trzy równe pionowe pasy: dwa czerwone i żółty. Może zawierać herb powiatu. |
| Powiat tomaszowski     |      | Flaga powiatu została ustanowiona uchwałą nr XL/329/2002 z 31 stycznia 2002. Jest to prostokątny płat tkaniny o proporcjach 5:8 koloru żółtego, przedzielony błękitnym falistym pasem. Z lewej strony płata umieszczono godło z herbu powiatu. |
| Powiat wieluński       |      | Flaga powiatu to prostokątny płat tkaniny o proporcjach 3:5, podzielony na trzy równe poziome pasy: dwa czerwone i biały. W jego centralnej części umieszczono herb powiatu. |
| Powiat wieruszowski    |      | Flaga powiatu została ustanowiona uchwałą nr XV/59/04 z 27 lutego 2004. Jest to prostokątny płat tkaniny o proporcjach 5:8, podzielony na trzy poziome pasy: dwa czerwone i biały w stosunku 3:1:2. Na górnym pasie może znajdować się godło z herbu powiatu. |
| Powiat zduńskowolski   |      | Flaga powiatu została ustanowiona 24 listopada 2000. Jest to prostokątny płat tkaniny o proporcjach 5:8, podzielony w krzyż na cztery części: dwie białe i dwie błękitne (kanton jest biały). Na błękitnych polach umieszczono korony: na górnym czerwoną, natomiast na dolnym białą (pochodzą one z herbu powiatu).                                                                              |
| Powiat zgierski        |      | Flaga powiatu została ustanowiona uchwałą nr XLVIII/438/02 z 6 września 2002. Jest to prostokątny płat tkaniny o proporcjach 5:8, podzielony na dwa równe poziome pasy: czerwony i żółty. W jego centralnej części umieszczono herb powiatu. |